# Sliven

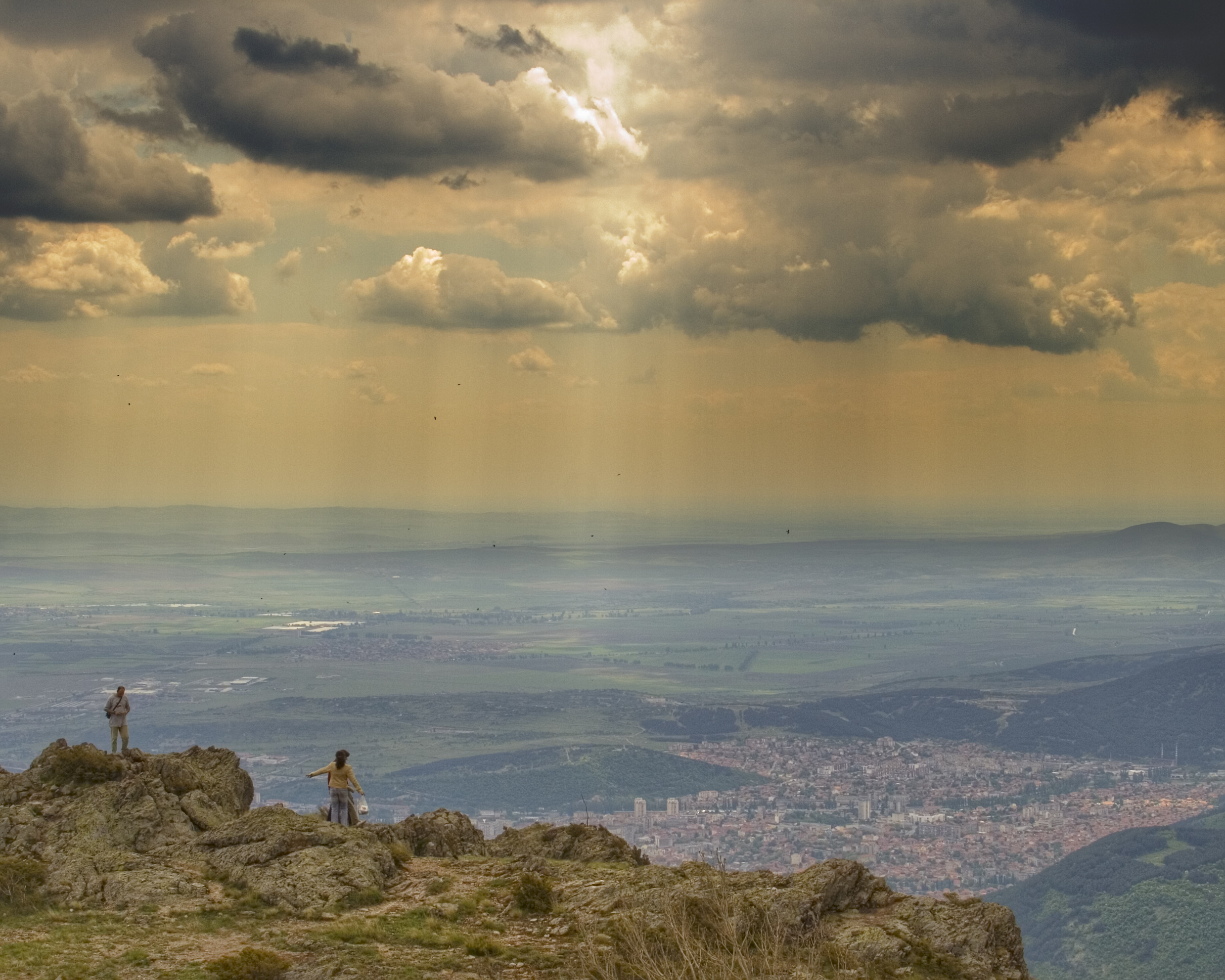

Sliven (búlgaro: Сливен) é uma cidade da Bulgária localizada no distrito de Sliven.

## População
| Sliven | Sliven | Sliven | Sliven | Sliven | Sliven | Sliven | Sliven | Sliven  | Sliven  | Sliven  | Sliven  | Sliven | Sliven | Sliven | Sliven | Sliven | Sliven | Sliven | Sliven |
| --- | ------ | ------ | ------ | ------ | ------ | ------ | ------ | ------- | ------- | ------- | ------- | ------ | ------ | ------ | ------ | ------ | ------ | ------ | ------ |
| Ano | 1887   | 1910   | 1934   | 1946   | 1956   | 1965   | 1975   | 1985    | 1992    | 2001    | 2002    | 2003   | 2004   | 2005   | 2006   | 2007   | 2008   | 2009   | 2010   |
| População |        |        |        | 34,291 | 46,175 | 68,384 | 90,187 | 102,423 | 106,212 | 100,366 | 100,134 | 98,960 | 97,504 | 96,010 | 95,518 | 95,400 | 94,717 | 94,456 | 93,781 |
| Fontes: Instituto Nacional de Estatísticas, „citypopulation.de“, „pop-stat.mashke.org“, Bulgarian Academy of Sciences |        |        |        |        |        |        |        |         |         |         |         |        |        |        |        |        |        |        |        |